# 正覚寺 (江東区)
正覚寺（しょうがくじ）は、東京都江東区にある浄土宗の寺院。

## 概要
1629年（寛永6年）、専蓮社南誉上人によって開山された。
かつて、富岡八幡宮の隣には、京都の三十三間堂に倣って、江戸版ともいえる「東都三十三間堂」と呼ばれる寺があった。1872年（明治5年）に廃寺となり、仏像や文書等が当寺に移管された。旧三十三間堂の観音菩薩像は、1923年（大正12年）の関東大震災で焼失したが、古文書は現在も残り、江東区の有形文化財に指定されている。

## 墓所
- 元ノ杢網夫妻（狂歌師）

「もとのもくあみ」と読む。江戸狂歌壇の重鎮であった。

## 交通アクセス
- 清澄白河駅より徒歩7分。